# AWS
AWS je мађарски метал и пост-хардкор бенд. Основан је 2006. године од стране Бенса Брукера, Данијела Кокењеша, Орса Шиклошија и Арона Вереса. Оригинално име бенда је требало да буде Ants With Slippers (у преводу са енглеског Мрави са папучaма), али је на крају скраћеница прихваћена као главни назив. Широј европској јавности постали су познати након њиховог учешћа на Песми Евровизије 2018. у Лисабону са песмом Viszlát nyár (21. од 26 ). Од српске публике која је гласала преко телефона AWS је добио максималних 12 поена, док српски жири Мађарима није дао ниједан.
Познати су по енергичности на сцени, због које су се допали бројним фановима Евросонга.

## Наступи
Пре Евровизије наступали су на фестивалима: Сигет, А Дал (на њему су изборили учешће на Евросонгу) и многим другим. Наступали су и у Аустрији, Србији, Словенији и Словачкој, Великој Британији и Холандији. После Фестивала у Сигету, највећи фестивал на ком су учествовали био је Wacken Open Air 2018. године у немачком граду Вакену.

## Чланови
Певач групе је Орс Шиклоши, а остали (Бенс Брукер, Данијел Кокењеш и Арон Верес) свирају инстументе. Оснивачима групе се у међувремену придружио још један члан Сома Шислер (и он је учествовао на Евровизији). Чланови бенда су били: Марсел Варга, Герго Варга, Бенс Петрик и Акош Илис; сви они су напустили бенд пре наступа на Евровизији.

## Албуми
- „Fata Morgana“ (2011)
- „Égésföld“ (2014)
- „Kint a vizből“ (2016)
- „Fekete részem“ (2018)

## Синглови
- „Viszlát nyár “ (2017)
- „Hol voltál?“ (2018)
- „X/0“ (2018)
- „Fekete Részem“ (2018)